# Irene Genna
Irene Genna (4 de enero de 1931, Atenas, Grecia – 6 de febrero de 1986, Roma, Italia) fue una actriz de televisión y cine griega italiana.

## Vida y carrera
Nacida en Atenas de un padre italiano y madre griega, Genna hizo sus estudios de secundaria en Grecia, luego se mudó a Italia con su familia. En Roma se matriculó en la Escuela del Teatro dell'Opera di Roma y siguió los cursos de actuación  de manos de la actriz Teresa Franchini.
Genna debutó a una edad muy joven en la cinta de Mario Mattoli, 'The Two Orphans' (Los Dos Huérfanos). Tuvo un repentino y extremadamente popular éxito en 1949, con el drama neorrealista de posguerra de Renato Castellani,'It's Forever Springtime', en la que también tuvo su primer papel importante. A pesar de la apreciación crítica que recibió, la carrera de Genna continuó principalmente en producciones menos ambiciosas, entre ellas varias series de televisión RAI. En 1957 Genna casó Amedeo Nazzari con quien tuvo una hija, Evelina, también actriz, retirándose del negocio del espectáculo.